# Meredith Frampton
 (juin 2013).
Si vous disposez d'ouvrages ou d'articles de référence ou si vous connaissez des sites web de qualité traitant du thème abordé ici, merci de compléter l'article en donnant les références utiles à sa vérifiabilité et en les liant à la section « Notes et références ».
Meredith George Vernon Frampton est un peintre portraitiste britannique, né en 1894 à Londres et décédé en 1984 dans la même ville.
Il est le fils unique du sculpteur George Frampton et de Christabel Cockerell, également artiste-peintre.

## Carrière
Après des études à la John’s Wood Art School, il fait son entrée à la Royal Academy en 1913.
Sa première exposition a lieu en 1920 et gagne tout de suite l'approbation de la critique grâce à son style néoréaliste, très répandu après la Grande Guerre. En effet, les années 1920 voient naître un courant artistique puisant ses origines dans le postimpressionnisme et avant. Frampton demeure l'un des pionniers de ce réalisme moderne, aux côtés de Charles Ginner ou Harold Gilman.
Cependant, le style de Frampton se détache quelque peu de ses compagnons, car l'artiste se spécialise dans la création de portraits aux traits fortement finis et des natures mortes aux saveurs légèrement surréalistes.
Le peintre a beaucoup travaillé la transmission des qualités intellectuelles de ses modèles dans le but de retranscrire l'intérieur de chaque homme et femme sur ses toiles.